# Stichtse Vecht
Stichtse Vecht es un municipio de la provincia de Utrecht en los Países Bajos atravesado por el río Vecht, del que toma el nombre, y el canal Ámsterdam-Rin. Fue creado el 1 de enero de 2011 por la fusión de los antiguos municipios de Maarssen, donde se encuentra el ayuntamiento, Breukelen y Loenen. Localizado entre Utrecht y Ámsterdam, en un área densamente poblada, cuenta con una superficie de 106,82 km², de los que 10,2 km² corresponden a la superficie ocupada por el agua. Está comunicado por la autopista A2, el ferrocarril Utrecht-Ámsterdam y en transporte fluvial por el canal.
Especialmente a partir del siglo XVIII, son numerosas las mansiones y castillos construidos por los comerciantes enriquecidos de Ámsterdam como residencias veraniegas a lo largo del Vecht, entre los que destacan los castillos de Slot Zuylen, muy próximo a Utrecht, y Nijenrode y las mansiones de Gunterstein y Rupelmonde en Nieuwersluis, uno de los doce núcleos que forman el municipio.

## Galería de imágenes

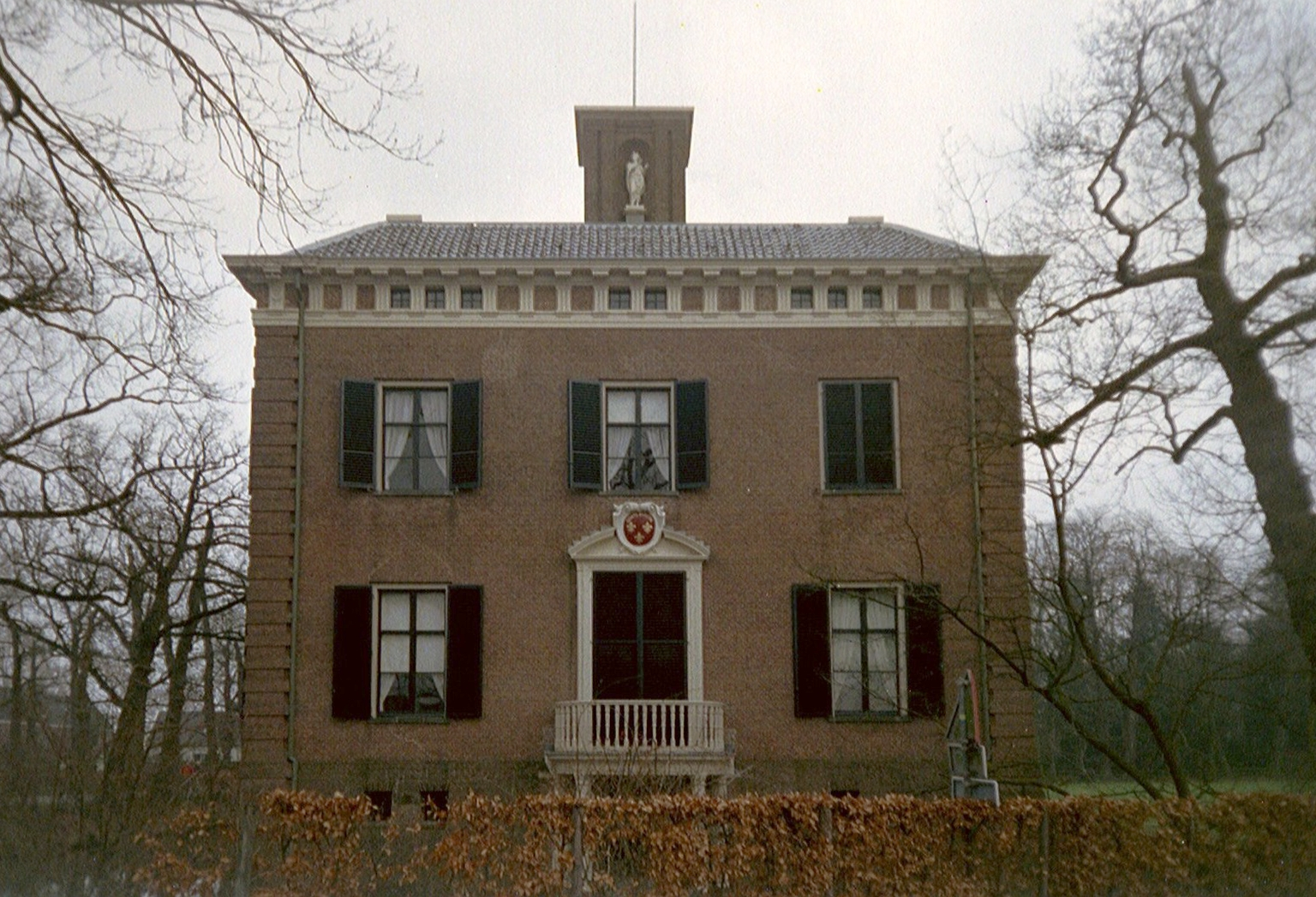
Gunterstein
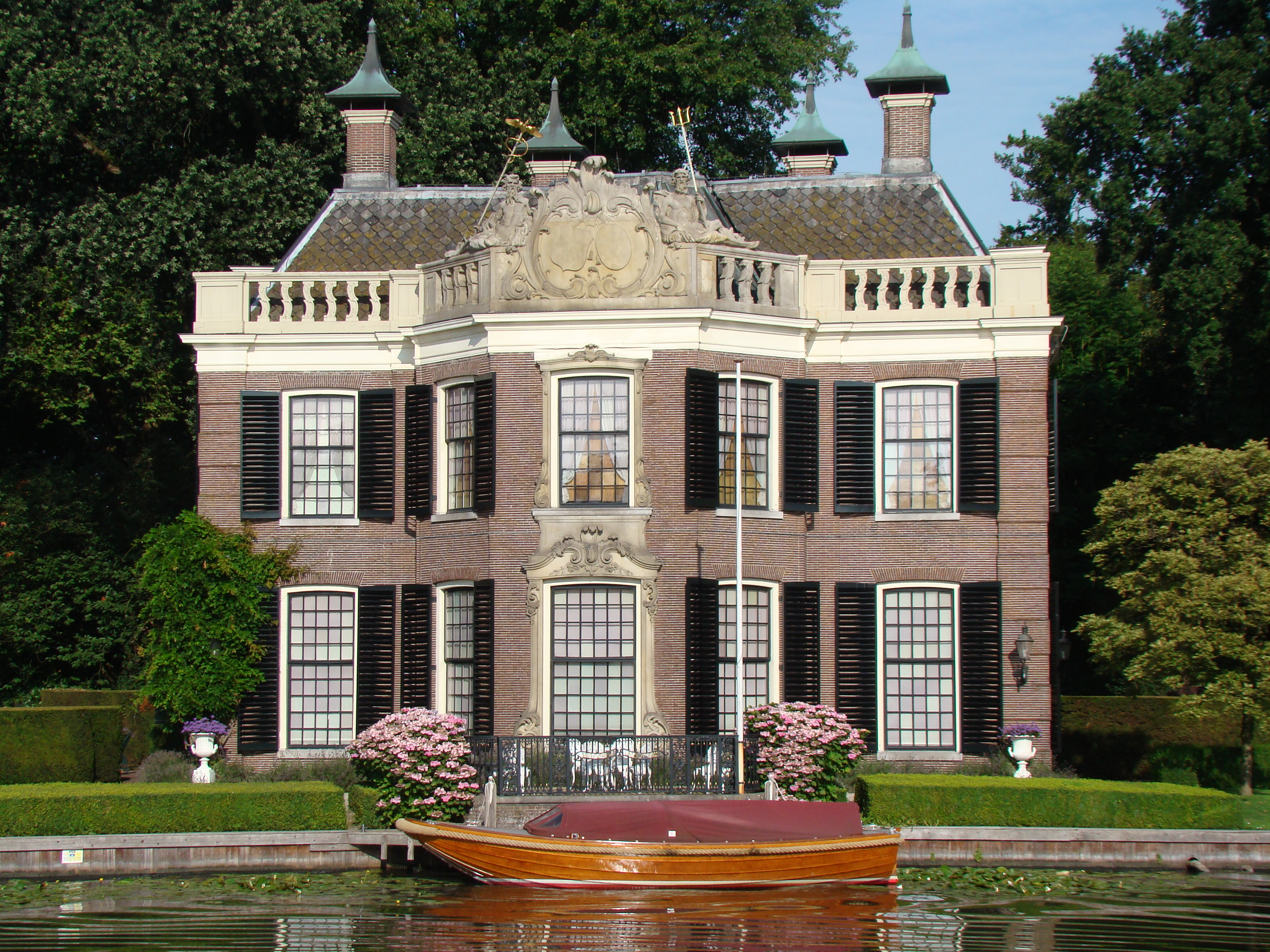
Rupelmonde
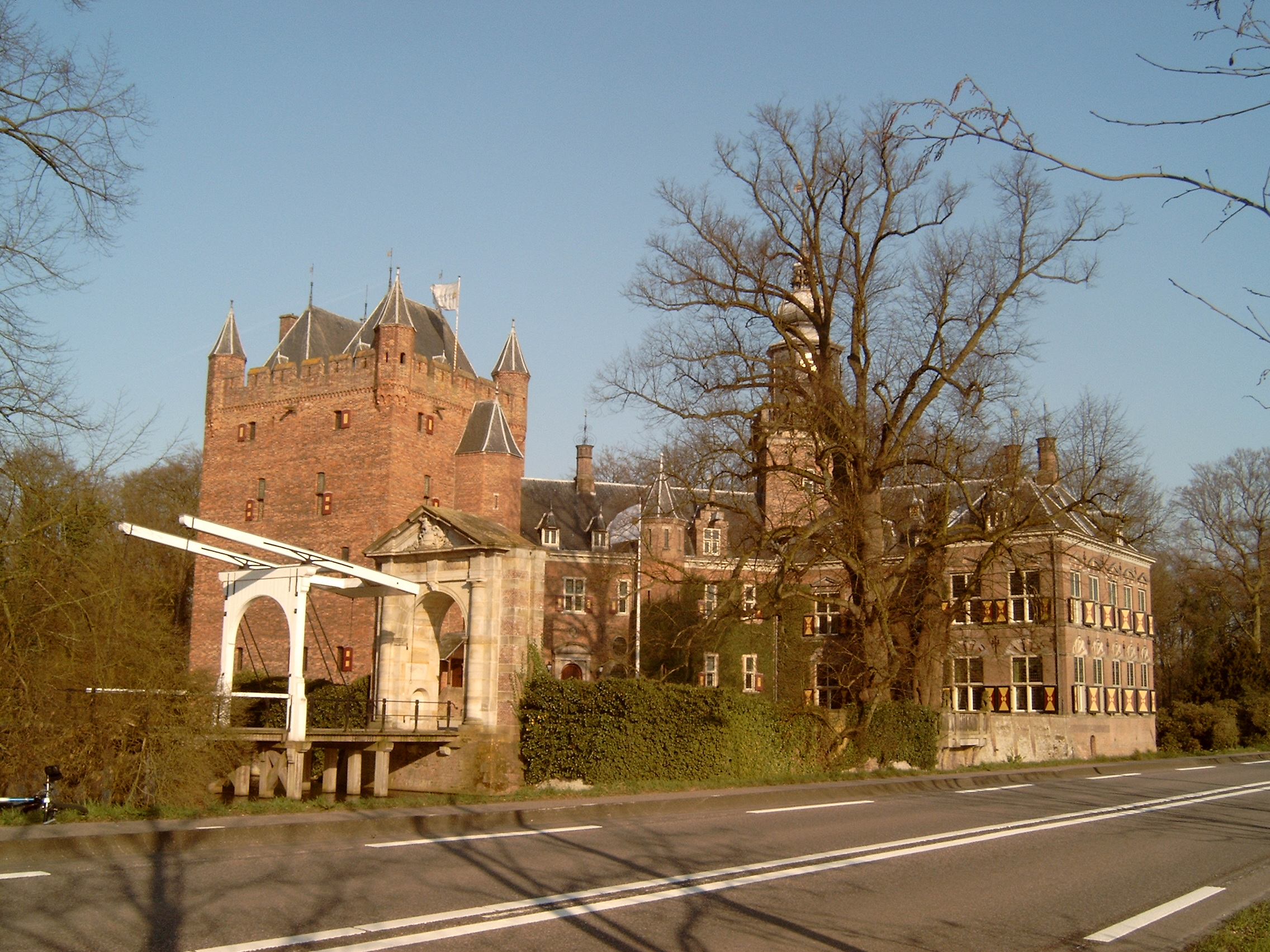
Nijenrode
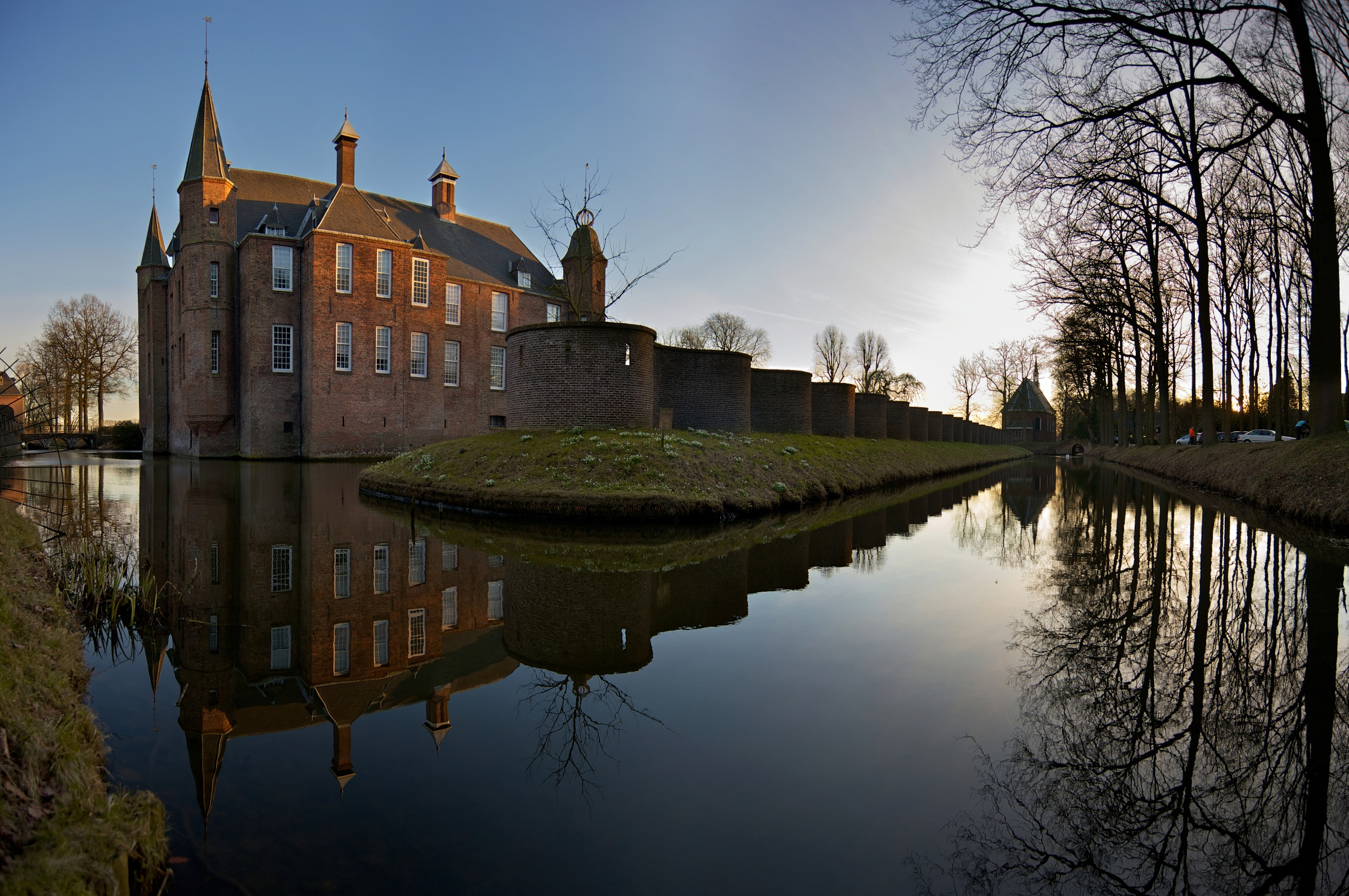
Slot Zuylen
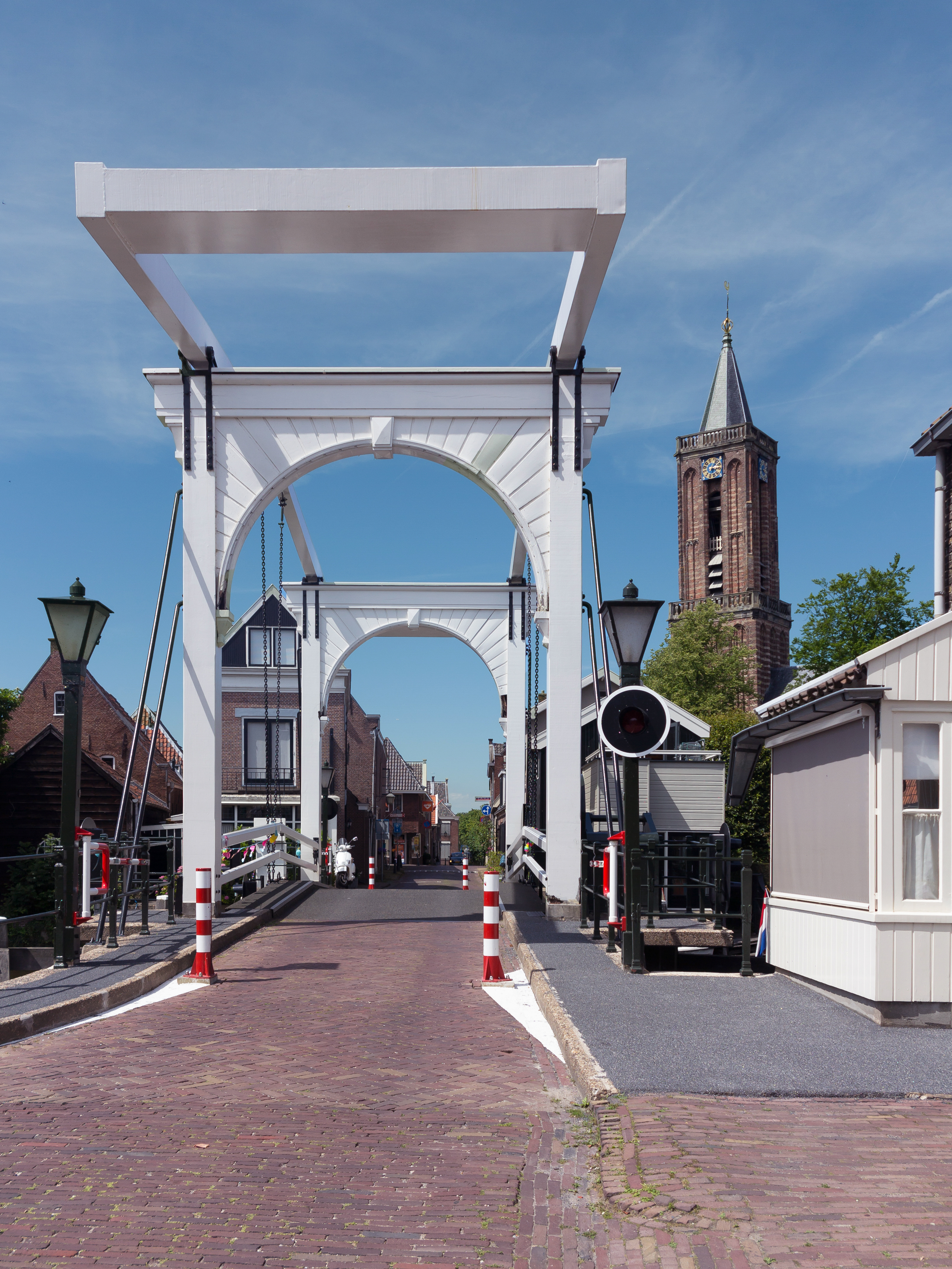
Loenen ad Vecht
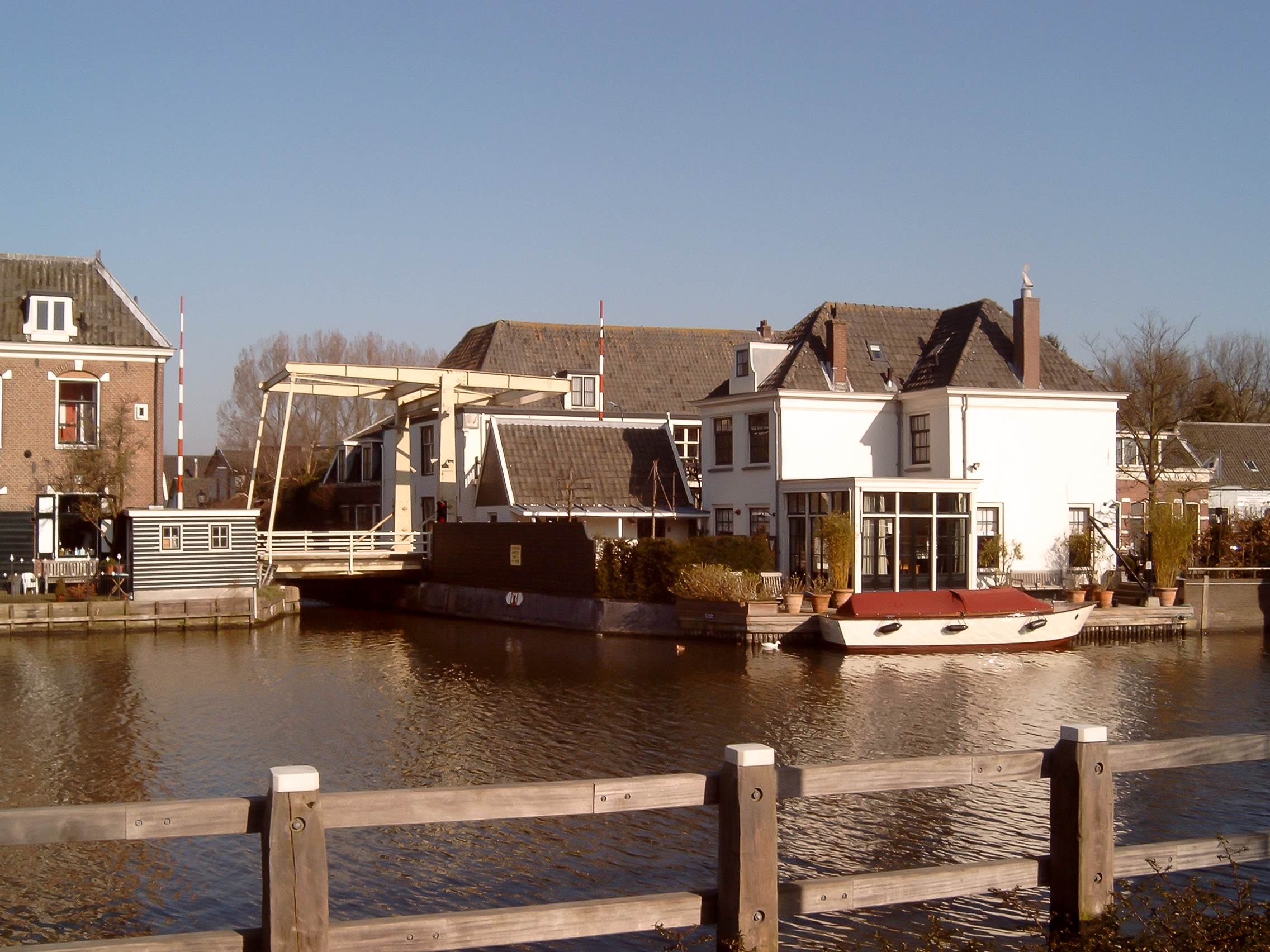
Nieuwersluis